# Liste der Kulturdenkmäler in Hosten
In der Liste der Kulturdenkmäler in Hosten sind alle Kulturdenkmäler der rheinland-pfälzischen Ortsgemeinde Hosten aufgeführt. Grundlage ist die Denkmalliste des Landes Rheinland-Pfalz (Stand: 27. Juni 2022).

## Denkmalzonen
| Bezeichnung             | Lage                                | Baujahr                        | Beschreibung | Bild                           |
| ----------------------- | ----------------------------------- | ------------------------------ | --- | ------------------------------ |
| Denkmalzone Schulstraße | Schulstraße 1–5 (alle Nummern) Lage | 19. und frühes 20. Jahrhundert | gegenüberliegende Zeilen aus Querhäusern aus dem 19. und frühen 20. Jahrhundert (Nr. 1 (Bild) bezeichnet 1882, neben Nr. 1 bezeichnet 1894, im Kern älter, gegenüber Nr. 2 Streckhof, fortgeschrittenes 19. Jahrhundert, Nr. 4 Mitte des 19. Jahrhunderts), kennzeichnendes Straßenbild; ehemals zugehörig: Nr. 7, um 1880, abgebrochen | weitere Bilder Fotos hochladen |

## Einzeldenkmäler
| Bezeichnung                        | Lage                                  | Baujahr                | Beschreibung                                                                                  | Bild                           |
| ---------------------------------- | ------------------------------------- | ---------------------- | --------------------------------------------------------------------------------------------- | ------------------------------ |
| Quereinhaus                        | Auwer Weg 2 Lage                      | spätes 19. Jahrhundert | Quereinhaus mit Walmdach, spätes 19. Jahrhundert                                              | Fotos hochladen                |
| Katholische Filialkirche St. Josef | Hauptstraße, Ecke Neustraße Lage      | 1864                   | Saalbau, im Kern bezeichnet 1864, nach 1945 Wiederherstellung mit gedrungenem Chorturm        | weitere Bilder Fotos hochladen |
| Portal                             | Hauptstraße, an Nr. 23 Lage           | 1809                   | Türeinfassung, bezeichnet 1809 („Christofel Meier MDCCC IX“ = 1809)                           | Fotos hochladen                |
| Quereinhaus                        | Schulstraße, neben Nr. 1 Lage         | 1894                   | Wohnteil eines Quereinhauses, bezeichnet 1894, im Kern wohl älter                             | Fotos hochladen                |
| Hofanlage                          | Schulstraße 2 Lage                    | 1873                   | stattlicher Streckhof, Wohnhaus bezeichnet 1873, Stallscheune wohl etwa gleichzeitig          | Fotos hochladen                |
| Quereinhaus                        | Schulstraße 5 Lage                    | 1882                   | Quereinhaus, bezeichnet 1882 (auf dem Bild rechter Gebäudeteil)                               | Fotos hochladen                |
| Schulhaus                          | Schulstraße 11 Lage                   | 1898/99                | ehemalige Schule mit Lehrerwohnung; eingeschossiger Rotsandsteinquaderbau, 1898/99            | Fotos hochladen                |
| Ostportal des Kyller Tunnels       | südwestlich des Ortes Lage            | um 1871                | Ostportal des Kyller Tunnels bei Streckenkilometer 149; Teil der bis 1871 erbauten Eifelbahn  | BW                             |
| Westportal des Kyller Tunnels      | südwestlich des Ortes Lage            | um 1871                | Westportal des Kyller Tunnels bei Streckenkilometer 149; Teil der bis 1871 erbauten Eifelbahn | BW                             |
| Wegekreuz                          | südwestlich des Ortes, Neustraße Lage |                        | Balkenkreuz mit Nische                                                                        | Fotos hochladen                |

## Ehemalige Kulturdenkmäler
| Bezeichnung      | Lage                                            | Baujahr | Beschreibung | Bild            |
| ---------------- | ----------------------------------------------- | ------- | --- | --------------- |
| Hofanlage        | Hauptstraße 31 Lage                             | 1879    | Quereinhaus, bezeichnet 1879, Erweiterung zum Hakenhof wohl wenig später; aus Denkmalliste gelöscht, teilweise ruinös | Fotos hochladen |
| Haus Wollersheck | westlich des Ortes, gegenüber von Wellkyll Lage | um 1871 | Bahnwärterhaus der Eifelbahn, um 1871; aus Denkmalliste gelöscht                                                      | BW              |